# Edmond Eggli
Edmond Eggli (* 26. April 1881 in Lyon; † 1956 in Paris) war ein französischer Romanist und langjähriger  Hochschullehrer in England.

## Leben und Werk
Eggli studierte bei Gustave Lanson an der École normale supérieure und bei Fernand Baldensperger an der Sorbonne. Er war zuerst Gymnasiallehrer in Paris und lehrte 1913 an der Universität Lyon. Er habilitierte sich in Straßburg bei Adolphe Terracher mit den beiden Thèses Schiller et le romantisme français (2 Bde., Paris 1927, Genf 1970) und L'„Erotique comparée“ de Charles de Villers, 1806 (Paris 1927) und lehrte als Nachfolger von Adolphe Terracher von 1920 bis 1946 an der Universität Liverpool. 

## Weitere Werke
- Le Débat romantique en France 1813-1816, Paris 1933, Genf 1972 (Bd. 1 von:  Pierre Martino/Edmond Eggli, Le Débat romantique en France 1813-1830. Pamphlets. Manifestes. Polémiques de presse; weitere Bände nicht erschienen)
- (Hrsg.) Leconte de Lisle: Poèmes choisis, Manchester 1943, 1973